# 11.ª etapa da Volta a Espanha de 2020
A 11.ª etapa da Volta a Espanha de 2020 teve lugar a 31 de outubro de 2020 entre Villaviciosa e o Alto de Farrapona (Parque natural de Somiedo) sobre um percurso de 170 km e foi vencida pelo francês David Gaudu da equipa Groupama-FDJ. O esloveno Primož Roglič conseguiu manter a liderança.

## Classificação da etapa
| \| Classificação por etapas \| Classificação por etapas \| Classificação por etapas \| Classificação por etapas \| Classificação por etapas \| \| Ciclista \| Ciclista \| Equipe \| Tempo \| \| \| ------------------------ \| ------------------------ \| ------------------------ \| ------------------------ \| ------------------------ \| \| 1. \| David Gaudu \| Groupama-FDJ \| 4h54m13s \| \| \| 2. \| Marc Soler \| Movistar Team \| + 4s \| \| \| 3. \| Michael Storer \| Team Sunweb \| + 52s \| \| \| 4. \| Mark Donovan \| Team Sunweb \| + 52s \| \| \| 5. \| Guillaume Martin \| Cofidis \| + 55s \| \| \| 6. \| Aleksandr Vlasov \| Astana \| + 58s \| \| \| 7. \| Daniel Martin \| Israel Start-Up Nation \| + 1m03s \| \| \| 8. \| Enric Mas \| Movistar Team \| + 1m03s \| \| \| 9. \| Richard Carapaz \| Ineos Grenadiers \| + 1m03s \| \| \| 10. \| Primož Roglič \| Jumbo-Visma \| + 1m03s \| \| |                  |                        |          |
| |                  |                        |          |
| Fonte: ProCyclingStats |                  |                        |          |
| Classificação por etapas |                  |                        |          |
| Ciclista | Ciclista         | Equipe                 | Tempo    |
| 1. | David Gaudu      | Groupama-FDJ           | 4h54m13s |
| 2. | Marc Soler       | Movistar Team          | + 4s     |
| 3. | Michael Storer   | Team Sunweb            | + 52s    |
| 4. | Mark Donovan     | Team Sunweb            | + 52s    |
| 5. | Guillaume Martin | Cofidis                | + 55s    |
| 6. | Aleksandr Vlasov | Astana                 | + 58s    |
| 7. | Daniel Martin    | Israel Start-Up Nation | + 1m03s  |
| 8. | Enric Mas        | Movistar Team          | + 1m03s  |
| 9. | Richard Carapaz  | Ineos Grenadiers       | + 1m03s  |
| 10. | Primož Roglič    | Jumbo-Visma            | + 1m03s  |

## Classificações ao final da etapa

### Classificação geral
| \| Classificação geral \| Classificação geral \| Classificação geral \| Classificação geral \| Classificação geral \| \| Ciclista \| Ciclista \| Equipe \| Tempo \| \| \| ------------------- \| ------------------- \| ---------------------- \| ------------------- \| ------------------- \| \| 1. \| Primož Roglič \| Jumbo-Visma \| 45h20m31s \| \| \| 2. \| Richard Carapaz \| Ineos Grenadiers \| + 0s \| \| \| 3. \| Daniel Martin \| Israel Start-Up Nation \| + 25s \| \| \| 4. \| Hugh Carthy \| EF Pro Cycling \| + 58s \| \| \| 5. \| Enric Mas \| Movistar Team \| + 1m54s \| \| \| 6. \| Marc Soler \| Movistar Team \| + 2m44s \| \| \| 7. \| Felix Großschartner \| Bora-Hansgrohe \| + 3m31s \| \| \| 8. \| Alejandro Valverde \| Movistar Team \| + 3m44s \| \| \| 9. \| Wout Poels \| Bahrain McLaren \| + 3m54s \| \| \| 10. \| Mikel Nieve \| Mitchelton-Scott \| + 4m43s \| \| |                     |                        |           |
| |                     |                        |           |
| Fonte: ProCyclingStats |                     |                        |           |
| Classificação geral |                     |                        |           |
| Ciclista | Ciclista            | Equipe                 | Tempo     |
| 1. | Primož Roglič       | Jumbo-Visma            | 45h20m31s |
| 2. | Richard Carapaz     | Ineos Grenadiers       | + 0s      |
| 3. | Daniel Martin       | Israel Start-Up Nation | + 25s     |
| 4. | Hugh Carthy         | EF Pro Cycling         | + 58s     |
| 5. | Enric Mas           | Movistar Team          | + 1m54s   |
| 6. | Marc Soler          | Movistar Team          | + 2m44s   |
| 7. | Felix Großschartner | Bora-Hansgrohe         | + 3m31s   |
| 8. | Alejandro Valverde  | Movistar Team          | + 3m44s   |
| 9. | Wout Poels          | Bahrain McLaren        | + 3m54s   |
| 10. | Mikel Nieve         | Mitchelton-Scott       | + 4m43s   |

### Classificação por pontos
| Classificação por pontos | Classificação por pontos | Classificação por pontos | Classificação por pontos | Classificação por pontos |
| Ciclista                 | Ciclista                 | Equipe                   | Pontos                   |                          |
| ------------------------ | ------------------------ | ------------------------ | ------------------------ | ------------------------ |
| 1.                       | Primož Roglič            | Jumbo-Visma              | 135 pts                  |                          |
| 2.                       | Daniel Martin            | Israel Start-Up Nation   | 91 pts                   |                          |
| 3.                       | Richard Carapaz          | Ineos Grenadiers         | 90 pts                   |                          |
| 4.                       | Guillaume Martin         | Cofidis                  | 70 pts                   |                          |
| 5.                       | Felix Großschartner      | Bora-Hansgrohe           | 54 pts                   |                          |
| 6.                       | Marc Soler               | Movistar Team            | 53 pts                   |                          |
| 7.                       | Hugh Carthy              | EF Pro Cycling           | 50 pts                   |                          |
| 8.                       | Enric Mas                | Movistar Team            | 50 pts                   |                          |
| 9.                       | Michael Woods            | EF Pro Cycling           | 45 pts                   |                          |
| 10.                      | Alejandro Valverde       | Movistar Team            | 42 pts                   |                          |

### Classificação da montanha
| Classificação da montanha | Classificação da montanha | Classificação da montanha | Classificação da montanha | Classificação da montanha |
| Ciclista                  | Ciclista                  | Equipe                    | Pontos                    |                           |
| ------------------------- | ------------------------- | ------------------------- | ------------------------- | ------------------------- |
| 1.                        | Guillaume Martin          | Cofidis                   | 50 pts                    |                           |
| 2.                        | Sepp Kuss                 | Jumbo-Visma               | 24 pts                    |                           |
| 3.                        | Richard Carapaz           | Ineos Grenadiers          | 24 pts                    |                           |
| 4.                        | Tim Wellens               | Lotto-Soudal              | 22 pts                    |                           |
| 5.                        | Daniel Martin             | Israel Start-Up Nation    | 20 pts                    |                           |
| 6.                        | Primož Roglič             | Jumbo-Visma               | 17 pts                    |                           |
| 7.                        | Michael Storer            | Team Sunweb               | 17 pts                    |                           |
| 8.                        | Michael Woods             | EF Pro Cycling            | 16 pts                    |                           |
| 9.                        | Marc Soler                | Movistar Team             | 16 pts                    |                           |
| 10.                       | David Gaudu               | Groupama-FDJ              | 14 pts                    |                           |

### Classificação dos jovens
| Classificação dos jovens | Classificação dos jovens | Classificação dos jovens | Classificação dos jovens | Classificação dos jovens |
| Ciclista                 | Ciclista                 | Equipe                   | Tempo                    |                          |
| ------------------------ | ------------------------ | ------------------------ | ------------------------ | ------------------------ |
| 1.                       | Enric Mas                | Movistar Team            | 45h22m25s                |                          |
| 2.                       | David Gaudu              | Groupama-FDJ             | + 3m08s                  |                          |
| 3.                       | Aleksandr Vlasov         | Astana                   | + 4m53s                  |                          |
| 4.                       | Georg Zimmermann         | CCC Team                 | + 22m43s                 |                          |
| 5.                       | Gino Mäder               | NTT Pro Cycling          | + 23m34s                 |                          |
| 6.                       | Kobe Goossens            | Lotto-Soudal             | + 25m05s                 |                          |
| 7.                       | William Barta            | CCC Team                 | + 35m35s                 |                          |
| 8.                       | Clément Champoussin      | AG2R La Mondiale         | + 52m44s                 |                          |
| 9.                       | Robert Power             | Team Sunweb              | + 59m39s                 |                          |
| 10.                      | Juan Pedro López         | Trek-Segafredo           | + 1h03m18s               |                          |

### Classificação por equipas
| Classificação por equipes | Classificação por equipes | Classificação por equipes | Classificação por equipes |
| Equipe                    | Equipe                    | Tempo                     |                           |
| ------------------------- | ------------------------- | ------------------------- | ------------------------- |
| 1.                        | Movistar Team             | 136h10m19s                |                           |
| 2.                        | Jumbo-Visma               | + 7m37s                   |                           |
| 3.                        | Astana                    | + 25m03s                  |                           |
| 4.                        | UAE Team Emirates         | + 30m52s                  |                           |
| 5.                        | Mitchelton-Scott          | + 33m47s                  |                           |
| 6.                        | Cofidis                   | + 57m18s                  |                           |
| 7.                        | Ineos Grenadiers          | + 1h20m24s                |                           |
| 8.                        | Groupama-FDJ              | + 1h45m05s                |                           |
| 9.                        | EF Pro Cycling            | + 1h58m43s                |                           |
| 10.                       | CCC Team                  | + 2h00m51s                |                           |

## Abandonos
- Stephen Williams não tomou a saída por precaução depois de sofrer algumas dores.[2]
- Quentin Jauregui não completou a etapa depois de vários dias com dores.[3]
- Nicolas Dlamini não completou a etapa.[4]
- Héctor Sáez não completou a etapa com problemas físicos como consequência de uma queda na 9.ª etapa.[4]
- Matthieu Ladagnous não completou a etapa.[5]
- Jakub Mareczko não completou a etapa.[5]